# Jaščera
Lo Jaščera (in lingua russa Ящера) è un fiume della Russia, situato nell'oblast' di Leningrado, ed è un affluente del fiume Luga.
La foce del fiume si trova a 177 km lungo la sponda destra del fiume Luga. La lunghezza del fiume è di 78 km, il bacino idrografico è di 655 km².